# Regina (Canada)
Regina is de hoofdstad van de Canadese provincie Saskatchewan en heeft een oppervlakte van 179,97 km² en ligt op 577 meter hoogte.
Regina is gesticht in 1882 en is genoemd naar de Britse koningin Victoria, oftewel Victoria Regina (letterlijk: Koningin Victoria), wier dochter Louise gehuwd was met de toenmalige (1878-1893) gouverneur-generaal van Canada, John Campbell, hertog van Argyll.
De stad is de enige grote plaats op cultureel en commercieel gebied in de wijde omgeving en trekt daarom bezoekers aan vanuit de omliggende staten in zowel Canada als de Verenigde Staten (North Dakota en Montana). In 2021 had de stad 226.404 inwoners, en de agglomeratie 249.217 inwoners.
De stad heeft een droog landklimaat met warme zomers en strenge winters. De gemiddelde temperatuur ligt op 2,9 graden Celsius, terwijl het in de winter gemakkelijk -30 graden of lager kan worden.
De omgeving van Regina is oorspronkelijk een boomloze, vruchtbare vlakte. Alle bomen in de stad (parken) zijn daarom ook aangeplant.
Leslie Nielsen, bekend van de The Naked Gun en Scary movie-films is geboren in Regina.

## Partnersteden
- Jinan, Shandong, Volksrepubliek China

## Geboren
- Francis Sullivan (1917–2007), ijshockeyer
- Leslie Nielsen (1926-2010), acteur en komiek
- Grant Connell (1965), tennisser
- Cas Anvar (1966), (stem)acteur en scenarioschrijver
- Rob Britton (1984), wielrenner
- Ryan Getzlaf (1985), ijshockeyer
- Elyse Levesque (1985), actrice
- Tatiana Maslany (1985), actrice
- Justin Warsylewicz (1985), schaatser
- Lucas Makowsky (1987), schaatser
- William Dutton (1989), langebaanschaatser
- Drew Beckie (1990), voetballer
- Kali Christ (1991), langebaanschaatsster
- Rachel Nicol (1993), zwemster
- Andi Naude (1996), freestyleskiester